# Josef Fohringer (Widerstandskämpfer)
Josef Fohringer (geboren am 24. April 1899 in Wien; gestorben am 31. Oktober 1941 ebenda) war ein österreichischer Schlossergehilfe und Widerstandskämpfer gegen das NS-Regime. Er wurde von der Gestapo Wien in den Tod getrieben.

## Leben
Fohringer gehörte der Kommunistischen Partei Österreichs an und beteiligte sich am Widerstand gegen den Austrofaschismus und gegen den Nationalsozialismus. Er verbrachte bereits in den Jahren 1934 bis 1938 während des Ständestaat-Regimes einige Monate in Haft. Das NS-Regime hielt ihn von 1. September 1939 bis 23. Juli 1940 „aus präventivpolizeilichen Gründen“ im KZ Buchenwald in Haft. Im Anschluss daran wurde er am 26. Juli 1940 erkennungsdienstlich erfasst. Josef Fohringer nahm sich am 31. Oktober 1941 das Leben, als er neuerlich von der Gestapo Wien verhaftet werden sollte.
Sein tragisches Ende ist im Tagesbericht der Gestapo Wien vom 31. Oktober bis 1. November 1941 wie folgt geschildert:

„Während der Haussuchung in der Wohnung des Fohringer bat dieser die einschreitenden Beamten den am Hausgange befindlichen Abort zur Verrichtung seiner Notdurft aufsuchen zu dürfen. Beim Betreten des Abortes versetzte Fohringer dem begleitenden Beamten einen Stoß gegen die Brust, so dass dieser zurücktaumelte und Fohringer die Aborttür zuschlagen und von innen verriegeln konnte. Trotzdem die Aborttür von dem Beamten sofort gewaltsam erbrochen wurde, war es Fohringer bereits gelungen, durch das Abortfenster zu schlüpfen und sich drei Stockwerke tief in den Hof seines Wohnhauses zu stürzen. Bei dem Sturz hat Fohringer einen Schädelgrundbruch und innere Verletzungen erlitten, die sofort seinen Tod herbeiführten.“